# Courniou
Courniou (okzitanisch: Cornhon) ist eine französische Gemeinde mit 615 Einwohnern (Stand: 1. Januar 2022) im Département Hérault in der Region Okzitanien. Die Gemeinde gehört zum Arrondissement Béziers und zum Kanton Saint-Pons-de-Thomières. Die Einwohner werden Courniounais genannt.

## Geographie
Courniou liegt etwa 43 Kilometer westnordwestlich von Béziers in den südlichsten Ausläufern des Zentralmassivs im Regionalen Naturpark Haut-Languedoc. Das Gemeindegebiet wird vom Flüsschen Salesse durchquert, das zum Jaur entwässert. Umgeben wird Courniou von den Nachbargemeinden Le Soulié im Norden, Saint-Pons-de-Thomières im Osten, Verreries-de-Moussans im Süden, Labastide-Rouairoux im Westen sowie Anglès im Nordwesten.

## Demographie
| 1962                      | 1968 | 1975 | 1982 | 1990 | 1999 | 2006 | 2013 |
| ------------------------- | ---- | ---- | ---- | ---- | ---- | ---- | ---- |
| 673                       | 529  | 503  | 537  | 595  | 606  | 617  | 606  |
| Quelle: Cassini und INSEE |      |      |      |      |      |      |      |

## Sehenswürdigkeiten

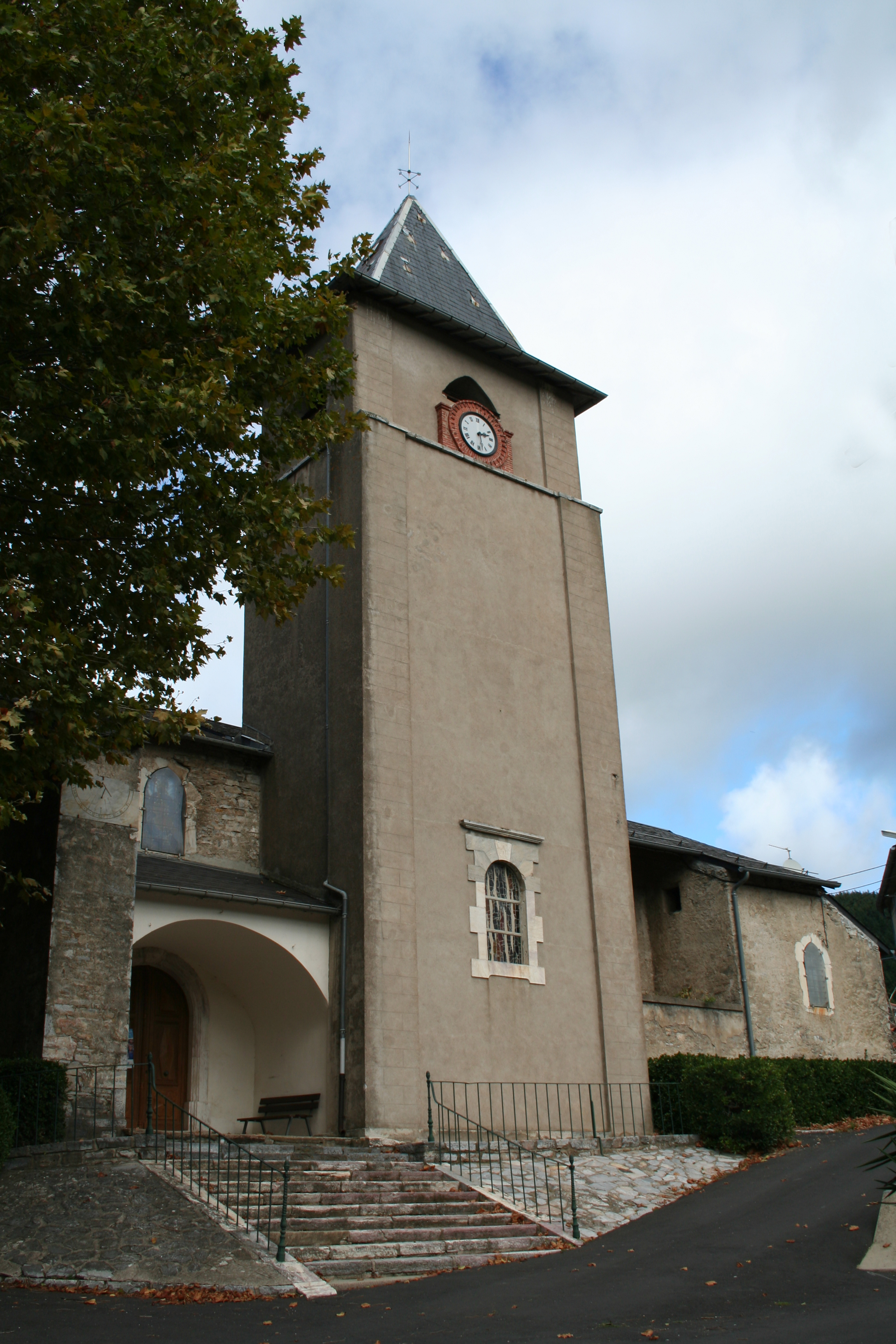
Kirche Notre-Dame

- Kirche Notre-Dame
- Höhle La Devèze